# Cole Sillinger
Cole Sillinger (* 16. Mai 2003 in Columbus, Ohio) ist ein kanadischer Eishockeyspieler, der seit August 2021 bei den Columbus Blue Jackets in der National Hockey League (NHL) unter Vertrag steht. Im NHL Entry Draft 2021 wurde der Center an zwölfter Position von den Blue Jackets ausgewählt. Mit der kanadischen Nationalmannschaft gewann er bei der Weltmeisterschaft 2022 die Silbermedaille.

## Karriere
Cole Sillinger wurde in Columbus geboren, als sein Vater Mike dort für die Blue Jackets aktiv war. Im weiteren Verlauf wuchs er allerdings in Regina in Saskatchewan auf, wo er für regionale Juniorenteams auflief. Während der Saison 2018/19 wechselte er zu den Medicine Hat Tigers in die Western Hockey League (WHL), die ranghöchste Nachwuchsspielklasse seiner Heimatprovinz. Bei den Tigers etablierte er sich in der Spielzeit 2019/20 und verzeichnete dabei 53 Scorerpunkte in 48 Partien. Aufgrund des durch die COVID-19-Pandemie verzögerten Beginns der Spielzeit 2020/21 verbrachte der Center diese jedoch in der Folge bei den Sioux Falls Stampede in der United States Hockey League (USHL), der höchsten Juniorenliga der USA. Dort zeichnete man ihn nach 46 Punkten in 31 Spielen als Rookie des Jahres aus, während man ihn zudem ins USHL Second All-Star Team und ins USHL All-Rookie Team wählte. Nach dieser Saison wählten ihn die Columbus Blue Jackets im NHL Entry Draft 2021 an zwölfter Position aus und statteten ihn im August 2021 mit einem Einstiegsvertrag aus.
Im Rahmen der Saisonvorbereitung erspielte sich Sillinger einen Platz im Aufgebot der Blue Jackets und debütierte im Oktober 2021 für das Team seiner Geburtsstadt in der National Hockey League (NHL). Dort etablierte er sich prompt und beendete seine erste NHL-Saison mit 31 Punkten aus 79 Einsätzen. Bis auf wenige Einsätze bei den Cleveland Monsters, dem Farmteam der Jackets aus der American Hockey League (AHL), behauptete der Angreifer diesen Stammplatz auch in der Saison 2022/23 und darüber hinaus.

### International
Erste internationale Erfahrungen sammelte Sillinger bei der World U-17 Hockey Challenge 2019, bei der er mit dem Team „Canada White“ den vierten Platz belegte. Im Juniorenbereich kam er anschließend nicht mehr zum Einsatz, ehe er sein Debüt für die kanadische A-Nationalmannschaft im Rahmen der Weltmeisterschaft 2022 gab. Dort gewann er mit den „Ahornblättern“ die Silbermedaille.

## Erfolge und Auszeichnungen
- 2021 USHL-Rookie des Jahres
- 2021 USHL Second All-Star Team
- 2021 USHL All-Rookie Team
- 2022 Silbermedaille bei der Weltmeisterschaft

## Karrierestatistik
Stand: Ende der Saison 2024/25

### International
Vertrat Kanada bei:
- World U-17 Hockey Challenge 2019
- Weltmeisterschaft 2022

(Legende zur Spielerstatistik: Sp oder GP = absolvierte Spiele; T oder G = erzielte Tore; V oder A = erzielte Assists; Pkt oder Pts = erzielte Scorerpunkte; SM oder PIM = erhaltene Strafminuten; +/− = Plus/Minus-Bilanz; PP = erzielte Überzahltore; SH = erzielte Unterzahltore; GW = erzielte Siegtore; 1 Play-downs/Relegation; Kursiv: Statistik nicht vollständig)

## Familie
Sein Vater Mike Sillinger bestritt über 1000 Partien in der NHL und lief dabei für zwölf Teams auf, was einen Rekord darstellt. Zudem ist auch sein älterer Bruder Owen Sillinger (* 1997) professioneller Eishockeyspieler.